# Sindaci di Iglesias
Di seguito un elenco cronologico dei capi giurati (1517-1836), sindaci, podestà e commissari della città di Iglesias dal 1517 ad oggi:

## XVI secolo
- 1517 Antiogo Serra
- 1562 Sebastiano Canyelles - Canelles
- 1566 Giovanni Maxoni
- 1567 Antioco Cani
- 1568 Michele Serra
- 1569 Antioco Cani
- 1571 Juan Tuponi
- 1572 Nicolau Cany Bacallar
- 1573 Nicolau Canj Major
- 1574 Salvador Serra
- 1575 Antoni Tuponi
- 1576 Francisco Seris
- 1577 Antoni Sirvent
- 1578 Antoni Serra
- 1579 Antiogo Lotxi
- 1580 Antoni Serra
- 1581 Nicolao Cani Major
- 1582 Nicolau Cany Major
- 1583 Miquel Serra
- 1584 Salvador Serra Major
- 1585 Nicolau Cany Bacallar
- 1586 Nicolau Cany Major
- 1587 Miquel Serra
- 1589 Joan Serra
- 1590 Nicolau Cany Bacallar
- 1591 Antiogo Canj
- 1592 Nicolau Cany Bacallar
- 1593 Antoni Leu
- 1596 Joan Serra
- 1599 Joan Serra

## XVII secolo
- 1600 Pere Francisco Berthomeu Serra
- 1604 Llorenz Salazar
- 1606 Pere Salazar
- 1607 Llorenz Salazar
- 1610 Andreu Mely
- 1611 Nicolau Cany Bacallar
- 1612 Llorenz Salazar
- 1613 Nicolau Scarxoni Major
- 1614 Juan Antony Serra
- 1615 Nicolau Cany Bacallar
- 1616 Pere Salazar
- 1617 Antiogo Mely Cau
- 1618 Miquel Angel Serra
- 1619 Joan Ortu
- 1620 Antiogo Figus
- 1621 Andreu Mely
- 1622 Joan Antoni Serra
- 1623 Antiogo Passiu Porxella
- 1624 Antiogo Serra
- 1625 Andreu Melly
- 1626 Pere Scarxoni
- 1627 Antiogo Figus
- 1628 Gyeroni Salazar
- 1629 Hyeroni Calabres y Guiso
- 1630 Francisco Cany Matxoni
- 1631 Joan Baptista Carta
- 1632 Dott. Francisco Balia
- 1633 Don Salvador Pixi
- 1634 Nicolau Scarxoni
- 1635 Pere De Salazar
- 1636 Francisco Cani Matxoni
- 1637 Nicolau Scarxoni Angei
- 1638 Nicolau Scarxoni Cocody
- 1639 Don Luis Despinosa
- 1640 Dr. Francisco Balia
- 1641 Nicolau Scarxonj Cocody
- 1642 Antiogo Figus
- 1643 Antiogo Figus
- 1644 Dr. Francisco Balia
- 1645 Dr. Salvador Pixi y Serra
- 1646 Don Luis Despinosa
- 1647 Don Gavino Tola
- 1648 Antiogo Bruguitta Menor
- 1649 Don Antiogo Salazar
- 1650 Nicolau Scarxoni Cocody
- 1651 Francisco Mely Massa
- 1652 Dott. Francisco Balia
- 1653 Nicolau Scarchoni Angey
- 1654 Don Antiogo De Salazar
- 1655 Don Antiogo De Salazar
- 1656 Don Antiogo De Salazar
- 1657 Thomas Serra Otger
- 1658 Don Carlos Despinosa
- 1659 Francisco Mely Massa
- 1660 Thomas Serra Otger
- 1661 Don Carlos Despinosa
- 1662 Don Gavi De Salazar
- 1663 Thomas Serra Otger
- 1664 Don Carlos Despinosa
- 1665 Don Gavi Salazar
- 1666 Don Nicolar Despinosa
- 1667 Don Nicolas Despinosa
- 1668 Don Nicolas Despinosa
- 1669 Don Joseph Pintus y Soler
- 1670 Thomas Serra Otger
- 1671 Don Joseph Corria y Tola
- 1672 Don Nicolas Despinosa
- 1673 Thomas Serra Otger
- 1674 Don Joseph Corria y Tola
- 1675 Don Antiogo Despinosa
- 1676 Don Nicolas Despinosa
- 1677 Thomas Pullo
- 1678 Thomas Pullo
- 1679 Francisco Figus
- 1680 Joseph Corria y Tola
- 1681 Juan Antoni Murrony
- 1682 Don Nicolas Despinosa
- 1683 Antiogo Machony
- 1684 Francisco Figus
- 1685 Thomas Pullo
- 1686 Don Jordi Dela Matta
- 1687 Don Ignaci Despinosa
- 1688 Don Ignaci Despinosa
- 1689 Don Ignaci Despinosa
- 1690 Don Jordi Dela Matta
- 1691 Don Antiogo Despinosa
- 1696 Don Luis Pintus y Cani
- 1698 Joseph Corria y Nater
- 1699 Joseph Corria y Nater

## XVIII secolo
- 1700 Don Joseph Corria y Nater
- 1701 Don Ignaci Despinosa
- 1702 Luis Pintus y Cany
- 1703 Thomas Pullo
- 1704 Don Joseph Corria y Nater
- 1705 Don Ignaci Despinosa
- 1706 Thomas Pullo
- 1707 Don Luis Pintus y Cany
- 1708 Don Ignai Despinosa
- 1709 Don Demetrio Pintus y Cany
- 1710 Don Lujs Pintu y Cany
- 1711 Don Ignaci Despinosa
- 1712 Don Ignacio Pullo y Deroma
- 1713 Don Demetrio Pintus y Cany
- 1714 Don Joseph Corria y Nater
- 1715 Don Luis Pintud y Cany
- 1716 Don Juan Maria Savona
- 1717 Don Demetrio Pintus y Cany
- 1718 Don Demetrio Pintus y Cany
- 1719 Don Augusty Salazar y Torrellas
- 1720 Don Augusty Salazar y Torrellas
- 1721 Don Juan Maria Savona
- 1722 Don Ignacio Pullo y Deroma
- 1723 Don Demetrio Pintus y Cany
- 1724 Don Demetrio Pintus y Cany
- 1725 Don Ignacio Pullo y Deroma
- 1726 Don Hilario Despinosa
- 1727 Don Augusty Salazar y Torrellas
- 1728 Don Ignacio Pullo y Deroma
- 1729 Don Hilario Despinosa
- 1730 Juan Thomas Soler y Pullo
- 1731 Juan Thomas Soler y Pullo
- 1732 Don Hilario De Espinosa
- 1733 Don Antonio Roig
- 1734 Don Augusti Salazar y Torrellas
- 1735 Don Pedro Usay Sanjust
- 1736 Don Ignacio Pullo y Deroma
- 1737 Don Juan Soler
- 1738 Don Augusti Salazar y Torrellas
- 1739 Don Gavino Salazar
- 1740 Don Hilario Despinosa
- 1741 Don Francisco Canelles
- 1742 Don Pedro Usay Sanjust
- 1743 Dott. Juseph Antonio Deidda
- 1744 Don Joseph Pintus y Salazar
- 1745 Don Francisco Canelles
- 1746 Don Hilario De Espinosa
- 1747 Don Manuel Angioy
- 1748 Don Juan Thomas Soler
- 1749 Don Antiogo Corria
- 1750 Don Francisco Canelles
- 1751 Din Joseph Pintus y Salazar
- 1752 Dott. Joseph Antonio Deidda
- 1753 Don Hilario Despinosa
- 1754 Don Pedro Usay Sanjust
- 1755 Don Francisco Usay
- 1756 Don Manuel Angioy
- 1757 Don Pedro Usay Sanjust
- 1758 Don Francisco Usay Sanjust
- 1759 Don Joseph Pintus y Salazar
- 1760 Don Manuel Angioy Cathalan
- 1761 Don Francisco Usay
- 1762 Don Francisco Canelles
- 1763 Don Joseph Pintus y Otger
- 1764 Don Nicolas De Espinosa
- 1765 Don Jaime Barrer Sisternes
- 1766 Dom Francisco Usay
- 1767 Don Joseph Pintus y Otger
- 1768 Don Francisco Canelles
- 1769 Dott. Antonio Quessa
- 1770 Don Manuel Angioy Cathalan
- 1771 Dott. Gregorio Salazar
- 1772 Don Manuel Angioy Cathalan
- 1773 Don Nicolas Despinosa
- 1774 Dott. Gregorio Salazar
- 1775 Don Juan Roig
- 1777 Dr. Jayme Artea Garruccha
- 1778 Dott. Nicolas Quessa
- 1779 Dott. Antonio Pabis
- 1780 Dott. Antioco Luxi
- 1781 Dott. Pasquale Rodrigues
- 1782 Dott. Vicente Deidda
- 1783 Dott. Nicolas Quessa
- 1784 Dott. Antonio Pabis
- 1785 Dott. Antonio Otger
- 1786 Dott. Salvador Maria Pinna
- 1787 Dott. Pasquale Rodrigues
- 1788 Dott. Antonio Domingo Cossu
- 1789 Dott. Vicente Deidda
- 1790 Dott. Nicolas Corria
- 1791 Dott. Nicolas Quessa
- 1792 Dott. Antonio Pabis
- 1793 Dott. Antonio Otger
- 1794 Dr. Salvatore Maria Pinna
- 1795 Notaio Nicolò Leo
- 1796 Avv. Domenico Cossu
- 1796 dal 1º maggio Dr. Nicolò Corria
- 1797 Dott. Giuseppe Antonio Depau
- 1798 Avv. Nicolò Guessa
- 1799 Dr. Antonio Pabis

## XIX secolo

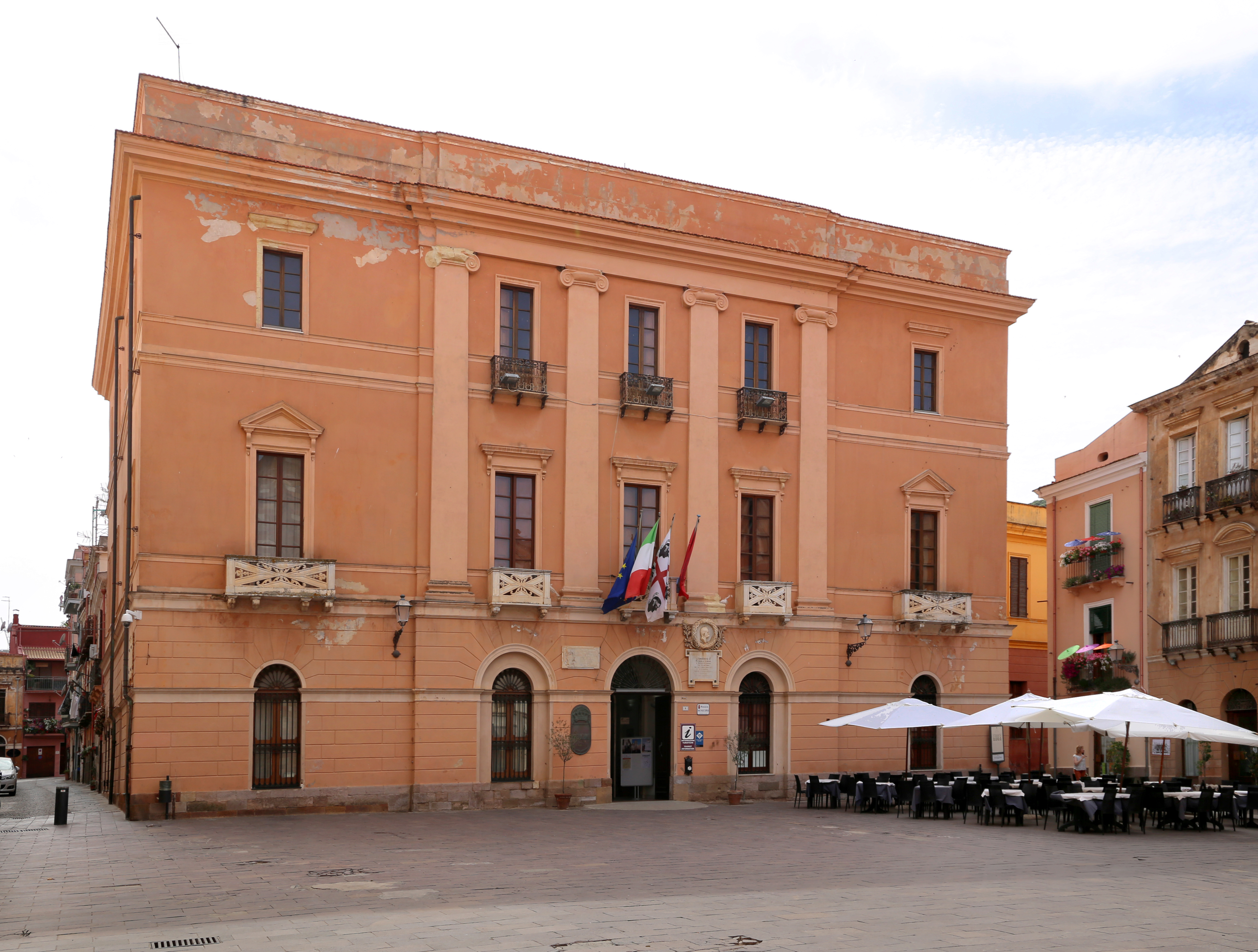
Il vecchio municipio di Iglesias

- 1800 Don Giuseppe Maria Usai
- 1801 Don Antonio Otger
- 1802 Dott. Salvatore Pinna
- 1803 Avv. Pasquale Rodrigues
- 1804 Avv. Domenico Cossu
- 1805 Avv. Pietro Angioi Pullo
- 1806 Avv. Nicolò Quessa
- 1807 Avv. Nicolò Quessa
- 1808 Don Vincenzo Corria
- 1809 Don Giovanni Luigi Cannas
- 1810 Don Pietro Usai
- 1811 Don Vincenzo Corria
- 1812 Avv. Nicolò Luigi Leo
- 1813 Don Pietro Usai
- 1814 Dott. Antioco Fontana
- 1815 Don Ermenegildo Rodrigues
- 1816 Don Vincenzo Corria
- 1817 Avv. Nicolò Leo
- 1818 Dott. Antioco Fontana
- 1819 Don Ermenegildo Rodrigues
- 1820 Don Vincenzo Corria
- 1821 Avv. Nicolò Leo
- 1822 Avv. Antioco Corria
- 1823 Avv. Emanuele Pasella
- 1824 Avv. Efisio Ravot
- 1825 Dott. Antioco Fontana
- 1826 Don Ermenegildo Rodrigues
- 1827 Don Pietro Angioy Usay
- 1828 Avv. Nicolò Leo
- 1829 Avv. Emanuele Pasella
- 1830 Avv. Efisio Ravot
- 1831 Dott. Antioco Fontana
- 1832 Don Ermenegildo Rodrigues
- 1833 Dott. Efisio Tanas
- 1834 Don Pietro Angioj Usaj
- 1835 Avv. Nicolò Leo

| Periodo | Periodo | Primo cittadino         | Partito | Carica  | Note |
| ------- | ------- | ----------------------- | ------- | ------- | ---- |
| 1836    | [[]]    | Nicolò Leo              |         | Sindaco |      |
| 1837    | [[]]    | Pietro Angioi Canelles  |         | Sindaco |      |
| 1838    | [[]]    | Emanuele Pasella        |         | Sindaco |      |
| 1839    | [[]]    | Nicolò Leo              |         | Sindaco |      |
| 1840    | [[]]    | Antioco Luigi Sotgiu    |         | Sindaco |      |
| 1841    | [[]]    | Disma Mulas             |         | Sindaco |      |
| 1842    | 1843    | Efisio Corrias          |         | Sindaco |      |
| 1844    | [[]]    | Antioco Giuseppe Angioi |         | Sindaco |      |
| 1845    | [[]]    | Costantino Rodriguez    |         | Sindaco |      |
| 1846    | [[]]    | Pasquale Pintus         |         | Sindaco |      |
| 1847    | [[]]    | Nicolò Leo              |         | Sindaco |      |
| 1848    | [[]]    | Efisio Tanas            |         | Sindaco |      |
| 1849    | [[]]    | Emanuele Marcello       |         | Sindaco |      |
| 1849    | 1855    | Costantino Rodriguez    |         | Sindaco |      |
| 1855    | 1856    | Efisio Perpignano       |         | Sindaco |      |
| 1856    | 1858    | Antioco Luigi Sotgiu    |         | Sindaco |      |

## Regno d'Italia (1861-1946)

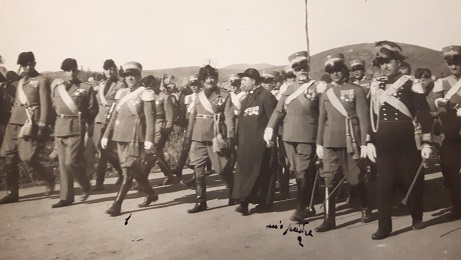
Commemorazione del 4 novembre 1932 ad Iglesias; si riconoscono il maggiore Pietro Fontana, sindaco della città (terzo in prima fila da destra) e suo figlio il colonnello Sardus (terzo in prima fila da sinistra)

| Sindaci nominati dal governo (1860-1889)                   | Sindaci nominati dal governo (1860-1889) | Sindaci nominati dal governo (1860-1889) | Sindaci nominati dal governo (1860-1889) | Sindaci nominati dal governo (1860-1889) | Sindaci nominati dal governo (1860-1889) |
| Nominativo                                                 | Partito                                  | Partito                                  | Mandato                                  | Mandato                                  | Elezione                                 |
| Nominativo                                                 | Partito                                  | Partito                                  | Inizio                                   | Fine                                     | Elezione                                 |
| ---------------------------------------------------------- | ---------------------------------------- | ---------------------------------------- | ---------------------------------------- | ---------------------------------------- | ---------------------------------------- |
| Efisio Perpignano                                          | ?                                        | ?                                        | 1859                                     | 1862                                     |                                          |
| Antonio Melis Leo                                          | ?                                        | ?                                        | 1863                                     | 1865                                     |                                          |
| Efisio Perpignano                                          | ?                                        | ?                                        | 1866                                     | 1868                                     |                                          |
| Nicolò Nonnis Altea                                        | ?                                        | ?                                        | 1869                                     | 1872                                     |                                          |
| Francesco Frau                                             | Regio delegato straordinario             | Regio delegato straordinario             | 1872                                     | 1873                                     | -                                        |
| Nicolò Nonnis Altea                                        | ?                                        | ?                                        | 1875                                     | 1876                                     |                                          |
| Angelo Perpignano                                          | ?                                        | ?                                        | 1876                                     | 1877                                     |                                          |
| Antonio Garau                                              | Regio delegato straordinario             | Regio delegato straordinario             | 1877                                     | 1878                                     | -                                        |
| Antonio Melis Leo                                          | ?                                        | ?                                        | 1878                                     | 1881                                     |                                          |
| Emanuele Leo                                               | ?                                        | ?                                        | 1881                                     | 1883                                     |                                          |
| Emanuele Pasella                                           | Sindaco f.f.                             | Sindaco f.f.                             | 1883                                     | 1884                                     |                                          |
| Pietro Angius                                              | ?                                        | ?                                        | 1884                                     | 1889                                     |                                          |
| Sindaci eletti dal Consiglio comunale (1889-1926)          |                                          |                                          |                                          |                                          |                                          |
| Nominativo                                                 | Partito                                  | Partito                                  | Mandato                                  | Mandato                                  | Elezione                                 |
| Nominativo                                                 | Partito                                  | Partito                                  | Inizio                                   | Fine                                     | Elezione                                 |
| Enrico Rodriguez                                           | ?                                        | ?                                        | 1889                                     | 1890                                     |                                          |
| Angelo Perpignano                                          | ?                                        | ?                                        | 1890                                     | 1891                                     |                                          |
| Giuseppe Marcello                                          | ?                                        | ?                                        | 1891                                     | 1895                                     |                                          |
| Angelo Perpignano                                          | ?                                        | ?                                        | 1895                                     | 1899                                     |                                          |
| Pietro Fontana                                             | ?                                        | ?                                        | 1899                                     | 1902                                     |                                          |
| Giuseppe Marcello                                          | ?                                        | ?                                        | 1902                                     | 1903                                     |                                          |
| Emilio Ferragni                                            | Commissario Regio                        | Commissario Regio                        | 1904                                     | 1904                                     | -                                        |
| Francesco Melis Mameli                                     | ?                                        | ?                                        | 1904                                     | 1906                                     |                                          |
| Luigi Menichelli                                           | Commissario prefettizio                  | Commissario prefettizio                  | 1906                                     | 1906                                     | -                                        |
| Francesco Melis Mameli                                     | Commissario prefettizio                  | Commissario prefettizio                  | 1906                                     | 1907                                     | -                                        |
| Pietro Fontana                                             | ?                                        | ?                                        | 1907                                     | 1912                                     |                                          |
| Giuseppe Manno                                             | Commissario Regio                        | Commissario Regio                        | 1913                                     | 1913                                     | -                                        |
| Paolo Boldretti                                            | Commissario prefettizio                  | Commissario prefettizio                  | 1913                                     | 1914                                     | -                                        |
| Michele Calvia                                             | Commissario prefettizio                  | Commissario prefettizio                  | 1914                                     | 1914                                     | -                                        |
| Angelo Corsi                                               |                                          | Partito Socialista Italiano              | 1914                                     | 1921                                     |                                          |
| Ruggero Pintus                                             |                                          | Partito Socialista Italiano              | 1921                                     | 1922                                     |                                          |
| Francesco Sanjust                                          | Commissario prefettizio                  | Commissario prefettizio                  | 1922                                     | 1922                                     | -                                        |
| Ascanio di Giura                                           | Commissario prefettizio                  | Commissario prefettizio                  | 1923                                     | 1923                                     |                                          |
| Francesco Sanjust                                          | Commissario prefettizio                  | Commissario prefettizio                  | 1923                                     | 1923                                     |                                          |
| Ascanio di Giura                                           | Commissario prefettizio                  | Commissario prefettizio                  | 1924                                     | 1924                                     |                                          |
| Vitale Cao                                                 | Commissario prefettizio                  | Commissario prefettizio                  | 1924                                     | 1924                                     |                                          |
| Guido Ottelli                                              | Commissario prefettizio                  | Commissario prefettizio                  | 1924                                     | 1926                                     |                                          |
| Vincenzo Murroni                                           | Commissario prefettizio                  | Commissario prefettizio                  | 1926                                     | 1927                                     |                                          |
| Podestà nominati dal governo (1926-1943)                   |                                          |                                          |                                          |                                          |                                          |
| Nominativo                                                 | Partito                                  | Partito                                  | Mandato                                  | Mandato                                  | Elezione                                 |
| Nominativo                                                 | Partito                                  | Partito                                  | Inizio                                   | Fine                                     | Elezione                                 |
| Vitale Piga                                                |                                          | Partito Nazionale Fascista               | 1927                                     | 1930                                     |                                          |
| Tonio Sanna                                                | Commissario prefettizio                  | Commissario prefettizio                  | 1930                                     | 1930                                     |                                          |
| Vitale Piga                                                |                                          | Partito Nazionale Fascista               | 1930                                     | 1931                                     |                                          |
| Francesco Perrotti                                         | Commissario prefettizio                  | Commissario prefettizio                  | 1931                                     | 1934                                     |                                          |
| Ovidio Pitzurra                                            | Commissario prefettizio                  | Commissario prefettizio                  | 1934                                     | 1934                                     |                                          |
| Giuseppe Rodriguez                                         |                                          | Partito Nazionale Fascista               | 1934                                     | 1938                                     |                                          |
| Pietro Tuveri                                              |                                          | Partito Nazionale Fascista               | 1938                                     | 1942                                     |                                          |
| Carlo Valli                                                | Commissario prefettizio                  | Commissario prefettizio                  | 1942                                     | 1942                                     |                                          |
| Pietro Tuveri                                              |                                          | Partito Nazionale Fascista               | 1942                                     | 1942                                     |                                          |
| Carlo Valli                                                | Commissario prefettizio                  | Commissario prefettizio                  | 1942                                     | 1942                                     |                                          |
| Salvatore Pilla                                            | Commissario prefettizio                  | Commissario prefettizio                  | 1942                                     | 1942                                     |                                          |
| Onofrio Figliola                                           | Commissario prefettizio                  | Commissario prefettizio                  | 1942                                     | 1942                                     |                                          |
| Giovanni Frontello                                         | Commissario prefettizio                  | Commissario prefettizio                  | 1942                                     | 1943                                     |                                          |
| Sindaci del periodo costituzionale transitorio (1943-1946) |                                          |                                          |                                          |                                          |                                          |
| Nominativo                                                 | Partito                                  | Partito                                  | Mandato                                  | Mandato                                  | Elezione                                 |
| Nominativo                                                 | Partito                                  | Partito                                  | Inizio                                   | Fine                                     | Elezione                                 |
| Amilcare Tronci                                            | ?                                        | ?                                        | 1943                                     | 1943                                     | -                                        |
| Carlo Meloni                                               |                                          | Partito Socialista Democratico Italiano  | 1943                                     | 1946                                     | -                                        |

## Repubblica italiana (dal 1946)
| Sindaci eletti dal Consiglio comunale (1946-1993)    | Sindaci eletti dal Consiglio comunale (1946-1993) | Sindaci eletti dal Consiglio comunale (1946-1993) | Sindaci eletti dal Consiglio comunale (1946-1993) | Sindaci eletti dal Consiglio comunale (1946-1993) | Sindaci eletti dal Consiglio comunale (1946-1993) | Sindaci eletti dal Consiglio comunale (1946-1993) | Sindaci eletti dal Consiglio comunale (1946-1993) |
| Nominativo                                           | Partito                                           | Partito                                           | Partito                                           | Partito                                           | Mandato                                           | Mandato                                           | Elezione                                          |
| Nominativo                                           | Partito                                           | Partito                                           | Partito                                           | Partito                                           | Inizio                                            | Fine                                              | Elezione                                          |
| ---------------------------------------------------- | ------------------------------------------------- | ------------------------------------------------- | ------------------------------------------------- | ------------------------------------------------- | ------------------------------------------------- | ------------------------------------------------- | ------------------------------------------------- |
| Carlo Meloni                                         |                                                   | Partito Socialista Democratico Italiano           | Partito Socialista Democratico Italiano           | Partito Socialista Democratico Italiano           | 1946                                              | 1949                                              | Elezione 1946                                     |
| Ruggero Pintus                                       |                                                   | Partito Socialista Italiano                       | Partito Socialista Italiano                       | Partito Socialista Italiano                       | 1949                                              | 1952                                              | Elezione 1946                                     |
| Antonio Isola                                        | Commissario prefettizio                           | Commissario prefettizio                           | Commissario prefettizio                           | Commissario prefettizio                           | 1952                                              | 1952                                              | -                                                 |
| Giuseppe Tocco                                       |                                                   | Partito Socialista Italiano                       | Partito Socialista Italiano                       | Partito Socialista Italiano                       | 1952                                              | 1956                                              | Elezione 1952                                     |
| Onofrio Galletto                                     | Commissario prefettizio                           | Commissario prefettizio                           | Commissario prefettizio                           | Commissario prefettizio                           | 1956                                              | 1956                                              | -                                                 |
| Enrico Parodi                                        | Commissario straordinario                         | Commissario straordinario                         | Commissario straordinario                         | Commissario straordinario                         | 1956                                              | 1957                                              | -                                                 |
| Giuseppe Tocco                                       |                                                   | Partito Socialista Italiano                       | Partito Socialista Italiano                       | Partito Socialista Italiano                       | 1957                                              | 1958                                              | Elezione 1957                                     |
| Pietro Saragat                                       |                                                   | Partito Socialista Italiano                       | Partito Socialista Italiano                       | Partito Socialista Italiano                       | 1958                                              | 1958                                              | Elezione 1957                                     |
| Enrico Parodi                                        | Commissario straordinario                         | Commissario straordinario                         | Commissario straordinario                         | Commissario straordinario                         | 1958                                              | 1960                                              | -                                                 |
| Armando Congiu                                       |                                                   | Partito Comunista Italiano                        | Partito Comunista Italiano                        | Partito Comunista Italiano                        | 1961                                              | 1961                                              | Elezione 1961                                     |
| Giuseppe Colia                                       |                                                   | Partito Socialista Italiano                       | Partito Socialista Italiano                       | Partito Socialista Italiano                       | 1961                                              | 1964                                              | Elezione 1961                                     |
| Pietro Saragat                                       |                                                   | Partito Socialista Italiano                       | Partito Socialista Italiano                       | Partito Socialista Italiano                       | 1965                                              | 1967                                              | Elezione 1965                                     |
| Carlo Meloni                                         |                                                   | Partito Socialista Democratico Italiano           | Partito Socialista Democratico Italiano           | Partito Socialista Democratico Italiano           | 1968                                              | 1968                                              | Elezione 1965                                     |
| Giuseppe Colia                                       |                                                   | Partito Socialista Italiano                       | Partito Socialista Italiano                       | Partito Socialista Italiano                       | 1968                                              | 1970                                              | Elezione 1965                                     |
| Giuseppe Colia                                       | 1970                                              | Partito Socialista Italiano                       | Partito Socialista Italiano                       | Partito Socialista Italiano                       | 1975                                              | Elezione 1970                                     |                                                   |
| Pietro Pibiri                                        |                                                   | Partito Socialista Italiano                       | Partito Socialista Italiano                       | Partito Socialista Italiano                       | 1975                                              | 1975                                              | Elezione 1975                                     |
| Vittorio Valenti                                     |                                                   | Partito Socialista Italiano                       | Partito Socialista Italiano                       | Partito Socialista Italiano                       | 1976                                              | 1980                                              | Elezione 1975                                     |
| Paolo Fogu                                           |                                                   | Partito Socialista Italiano                       | Partito Socialista Italiano                       | Partito Socialista Italiano                       | 1980                                              | 1985                                              | Elezione 1980                                     |
| Paolo Fogu                                           | 1985                                              | Partito Socialista Italiano                       | Partito Socialista Italiano                       | Partito Socialista Italiano                       | 1987                                              | Elezione 1985                                     |                                                   |
| Ivo Pinna                                            |                                                   | Partito Socialista Italiano                       | Partito Socialista Italiano                       | Partito Socialista Italiano                       | 1987                                              | Elezione 1985                                     | 1990                                              |
| Bruno Pissard                                        |                                                   | Partito Socialista Italiano                       | Partito Socialista Italiano                       | Partito Socialista Italiano                       | 1990                                              | 1992                                              | Elezione 1990                                     |
| Francesco Macis                                      |                                                   | Partito Democratico della Sinistra                | Partito Democratico della Sinistra                | Partito Democratico della Sinistra                | 1992                                              | 1993                                              | Elezione 1990                                     |
| Giorgio Fadda                                        | Commissario straordinario                         | Commissario straordinario                         | Commissario straordinario                         | Commissario straordinario                         | 1993                                              | 5 dicembre 1993                                   | -                                                 |
| Sindaci eletti direttamente dai cittadini (dal 1993) |                                                   |                                                   |                                                   |                                                   |                                                   |                                                   |                                                   |
| Nominativo                                           | Partito                                           | Partito                                           | Coalizione                                        | Coalizione                                        | Mandato                                           | Mandato                                           | Elezione                                          |
| Nominativo                                           | Partito                                           | Partito                                           | Coalizione                                        | Coalizione                                        | Inizio                                            | Fine                                              | Elezione                                          |
| Mauro Pili                                           |                                                   | Forza Italia                                      |                                                   | Polo del Buon Governo                             | 5 dicembre 1993                                   | 16 novembre 1997                                  | Elezione 1993                                     |
| Mauro Pili                                           |                                                   | Forza Italia                                      | FI-PS                                             | 16 novembre 1997                                  | 20 luglio 1999                                    | Elezione 1997                                     |                                                   |
| Andreina Farris                                      | Commissario straordinario                         | Commissario straordinario                         | Commissario straordinario                         | Commissario straordinario                         | 20 luglio 1999                                    | 16 aprile 2000                                    | -                                                 |
| Paolo Collu                                          |                                                   | Forza Italia                                      |                                                   | FI-PS-CCD-CDU                                     | 16 aprile 2000                                    | 9 maggio 2005                                     | Elezione 2000                                     |
| Pierluigi Carta                                      |                                                   | Democratici di Sinistra                           |                                                   | DS-PS-DL-PdCI-PRC                                 | 9 maggio 2005                                     | 31 maggio 2010                                    | Elezione 2005                                     |
| Pierluigi Carta                                      |                                                   | Partito Democratico                               |                                                   | PD-SEL                                            | 31 maggio 2010                                    | 3 agosto 2010                                     | Elezione 2010                                     |
| Antonio Ghiani                                       | Commissario straordinario                         | Commissario straordinario                         | Commissario straordinario                         | Commissario straordinario                         | 3 agosto 2010                                     | 16 maggio 2011                                    | -                                                 |
| Luigi Perseu                                         |                                                   | Unione di Centro                                  |                                                   | UdC-PdL-PSdA                                      | 16 maggio 2011                                    | 23 novembre 2012                                  | Elezione 2011                                     |
| Antonio Ghiani                                       | Commissario straordinario                         | Commissario straordinario                         | Commissario straordinario                         | Commissario straordinario                         | 23 novembre 2012                                  | 27 maggio 2013                                    | -                                                 |
| Emilio Agostino Gariazzo                             |                                                   | Partito Democratico                               |                                                   | PD-SEL-PSI-PdCI                                   | 27 maggio 2013                                    | 10 giugno 2018                                    | Elezione 2013                                     |
| Mauro Usai                                           |                                                   | Partito Democratico                               |                                                   | PD-liste civiche                                  | 10 giugno 2018                                    | 29 maggio 2023                                    | Elezione 2018                                     |
| Mauro Usai                                           |                                                   | Partito Democratico                               | PD-liste civiche                                  | 29 maggio 2023                                    | in carica                                         | Elezione 2023                                     |                                                   |